# Горіх волоський
Горіх волоський(Juglans regia L.) — високе дерево (до 25 м і вище) родини горіхових (Juglandaceae) з кулястою, розлогою кроною. Вирощують для їстівних плодів (горіхів) та деревини; використовують і як лікарську рослину.

## Ботанічний опис
Стовбур товстий і гіллястий, діаметр може сягати 1,5 м, має висоту від 4 до 25 м і більше, вкритий ясно-сірою корою з поздовжніми шпаринами. Молоді пагони блискучі оливково-сірі з великими, запушеними бруньками.
Листки великі, чергові (20—40 см завдовжки), непарноперисті з 7—11 листочками, з яких верхній найбільший. Листочки цілокраї, яйцюваті, під час розпускання рожеві, влітку темно-зелені, блискучі, зісподу матові. Якщо розтерти, мають приємний йодистий запах.
Квітки одностатеві, рослина однодомна, роздільностатева — на одному дереві є окремо чоловічі й окремо жіночі квітки. Трапляються дерева з переважно чоловічими квітками, інші — з жіночими, також є дерева, що мають приблизно однакову кількість чоловічих і жіночих квіток. Тичинкові квітки з 5—6-лопатевою простою оцвітиною і 8—40 тичинками, зібраними у пониклі, рожево-зелені сережки, що розвиваються на торішніх пагонах. Маточкові квітки поодинокі або зібрані по дві-три, верхівкові, з простою 5—6-роздільною оцвітиною. Маточка одна, з нижньою зав'яззю, коротким стовпчиком із дволопатевою торочкуватою приймочкою.
Плід — несправжня кістянка, округлої або яйцюватої форми; до 5 см завдовжки, до 3 см завширшки), зверху покрита зеленою оболонкою. Зовнішня оболонка плода зелена, м'ясиста, внутрішня — дерев'яниста, зморшкувата, ребриста. Кістянка, облущена від зовнішньої оболонки, складається із зовнішньої дерев'янистої оболонки і ядра. Поверхня дерев'янистої оболонки має випуклий шов, який ділить плід на дві половинки. Всередині плоду є одна або дві (інколи і більше) перегородки.
Горіх волоський — швидкоросла, світлолюбна, теплолюбна, посухостійка рослина. Цвіте у квітні-травні. Плоди достигають у вересні.
В Україні поширений у садово-паркових культурах, у лісових насадженнях як плодова супутня порода, в лісосмугах і придорожніх посадках. Заготівля можлива в місцях вирощування. Назва походить від назви Волощини (Румунія), звідки він, імовірно, поширився на Україну.
Основні насадження волоських горіхів в Україні розміщені в Чернівецькій області та Криму.

## Поширення
Батьківщиною волоського (грецького) горіха є землі від східної Туреччини й Лівану до північно-західної Індії. Пліній у своїй «Naturalis historia» повідомляє, що греки привезли це дерево до Європи в 7—5 століттях до н. е. Нині вид широко натуралізований і вирощується у помірних регіонах світу.

### Наслідки всесвітнього потепління
Кліматична криза все більше стає загрозою для вирощування горіхових дерев. Наприклад, прикордонний регіон Хавраман між Іраном та Іраком, який був відомий своїм вирощуванням волоських горіхів, останніми роками постраждав від найбільшої посухи у власній історії, яка призвела до різкого спаду рівня ґрунтових вод, висихання багатьох струмків та знищення десятків тисяч горіхових дерев. Селяни, які колись могли заробляти на життя цими плантаціями, тепер стикаються зі значними неврожаями та зазнають втрат. Науковці наголошують на потребі висаджувати дерева, стійкі до всеосяжного потепління, як частині пристосування до нових погодних умов, щоб забезпечити стійкість сільського господарства на майбутнє.

## Хімічний склад

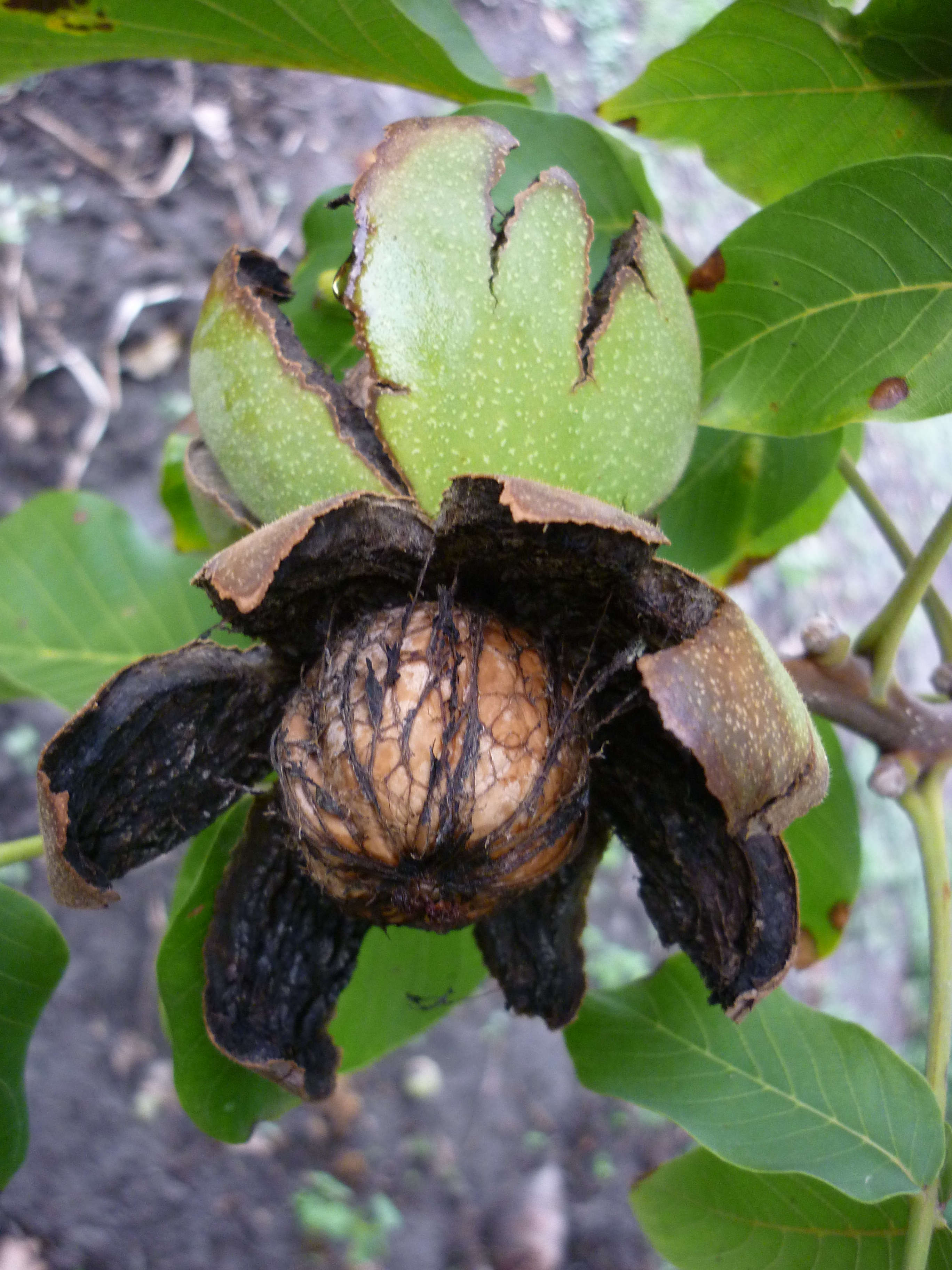
Горіх розкривається

### Ядра горіхів
До складу ядр горіха волоського входять різноманітні органічні й мінеральні сполуки: жири, білки, 13 % вуглеводів (глюкоза, сахароза, декстрини, крохмаль і т. д.), дубильні й ароматичні речовини, вітаміни, 2,9 % клітковини, 1,6 % золи.
Плоди містять 50—70—78 % олії і 15—20 % білка. Олія волоських горіхів містить у собі вітаміни А, Д, Е, К, антиоксиданти та поліненасичені жирні кислоти (лінолева Омега-6 і ліноленова Омега-3, див. Співвідношення жирних кислот у їжі), які ще називають незамінними.
Недостиглі плоди містять більше 3000 мг% вітаміну С, стиглі — 35 мг%. Незрілі плоди, до затвердіння шкаралупи, за вмістом вітаміну С (2000—3000 мг%) у 7—10 разів перевершують найкращі сорти чорної смородини.

### Листя
Свіже листя містять аскорбінову кислоту (понад 1300 мг%), каротин (33 мг%), ефірну олію (0,005—0,02 %), дубильні речовини, органічні кислоти, алкалоїд югландин, вітаміни Р і В, елагову і галусову кислоти, барвник юглон (5-окси-1,4-нафтохінон), що має бактерицидні, фунгіцидні та алелопатичні властивості, флавоноїди та кавову кислоту.

### Оплодень
У зеленому оплодні містяться цукор, яблучна та лимонна кислоти, дубильні та фарбувальні речовини, фосфорно- і щавлевокислий кальцій, вітамін С.

### Шкаралупа
Тверді оболонки плодів містять значну кількість дубильних речовин (16—21 %), зокрема галову і елагову кислоти.

## Практичне використання

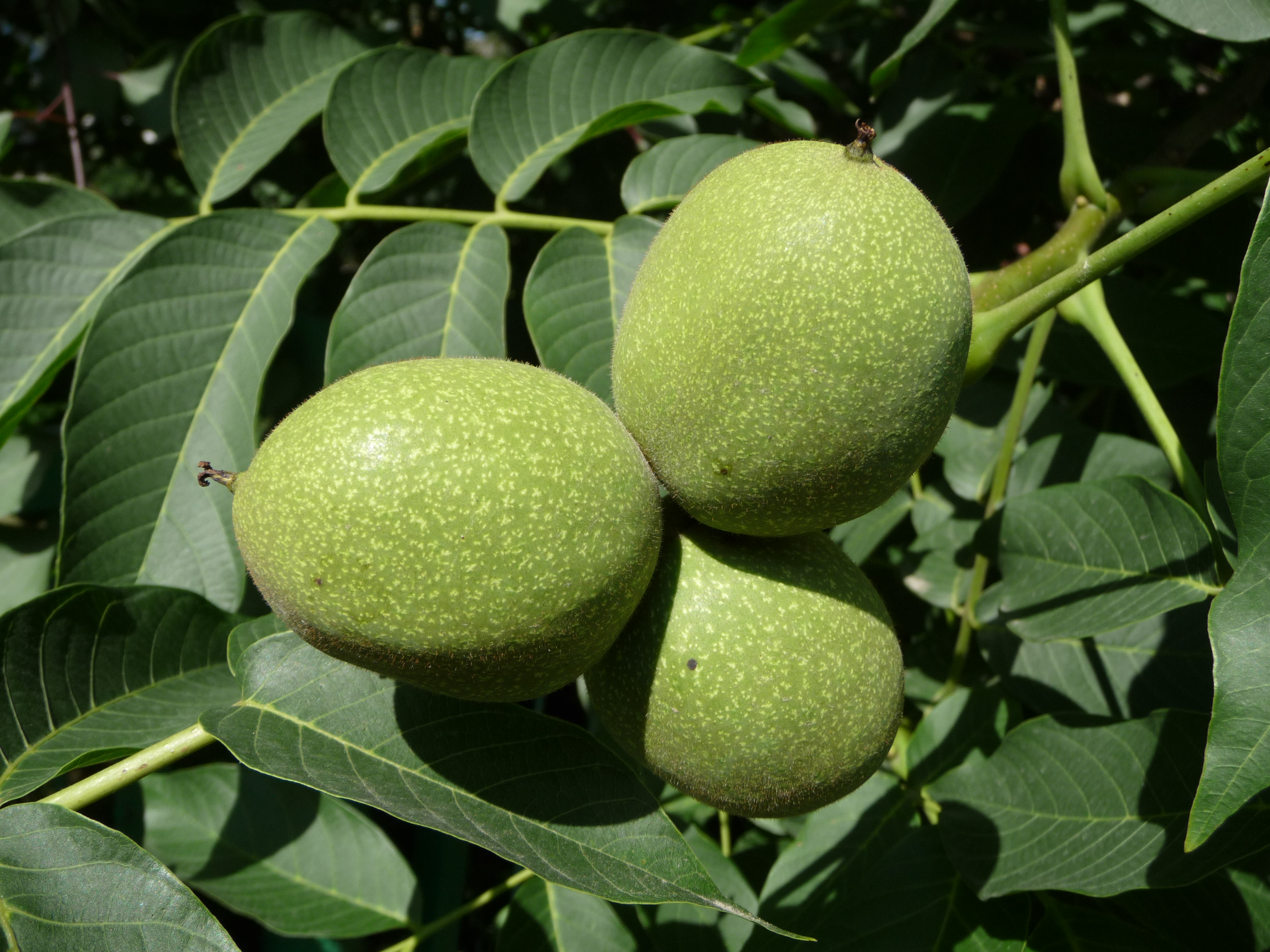
Плід волоського горіха. Україна

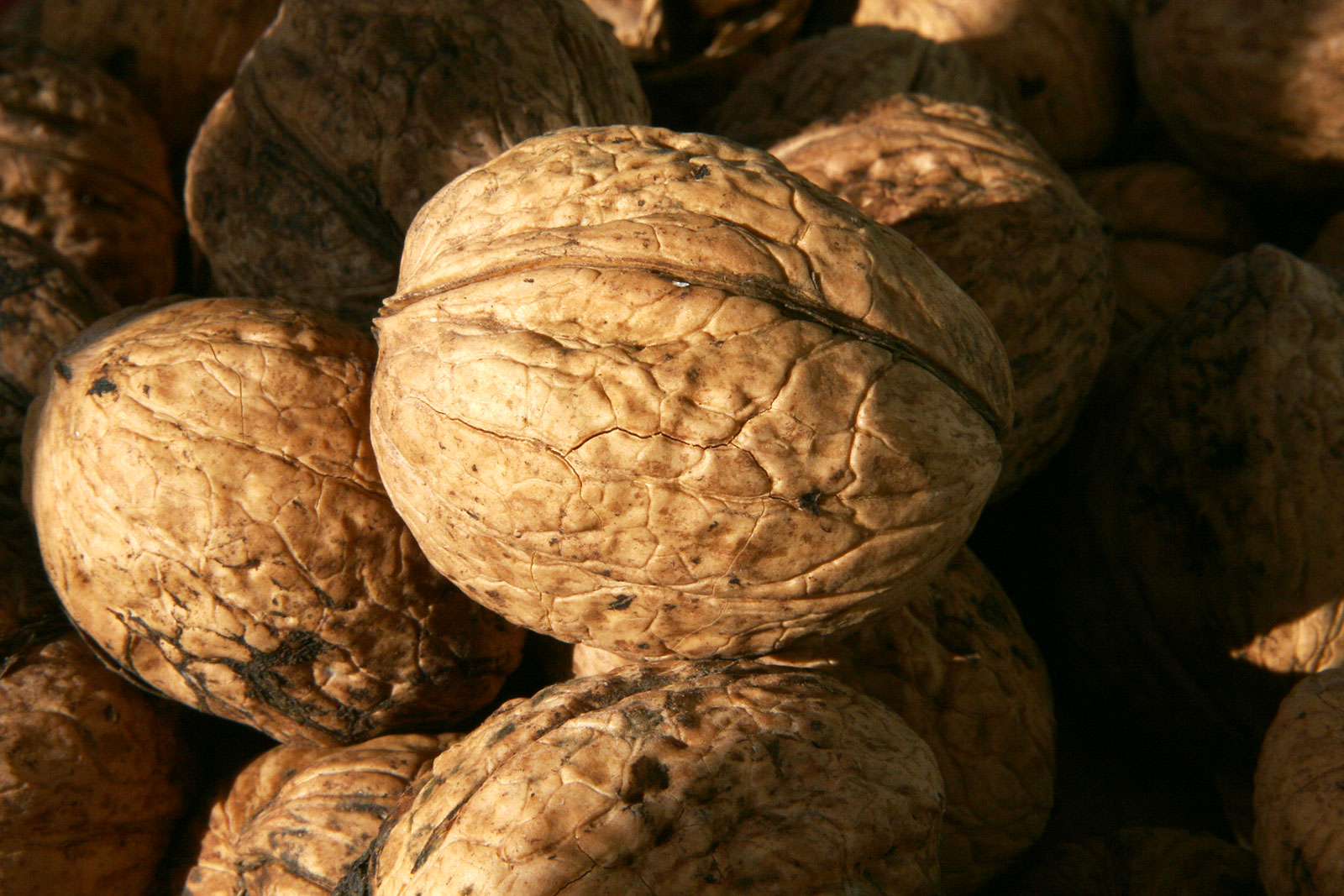
Зрілий плід волоського горіха у шкаралупі

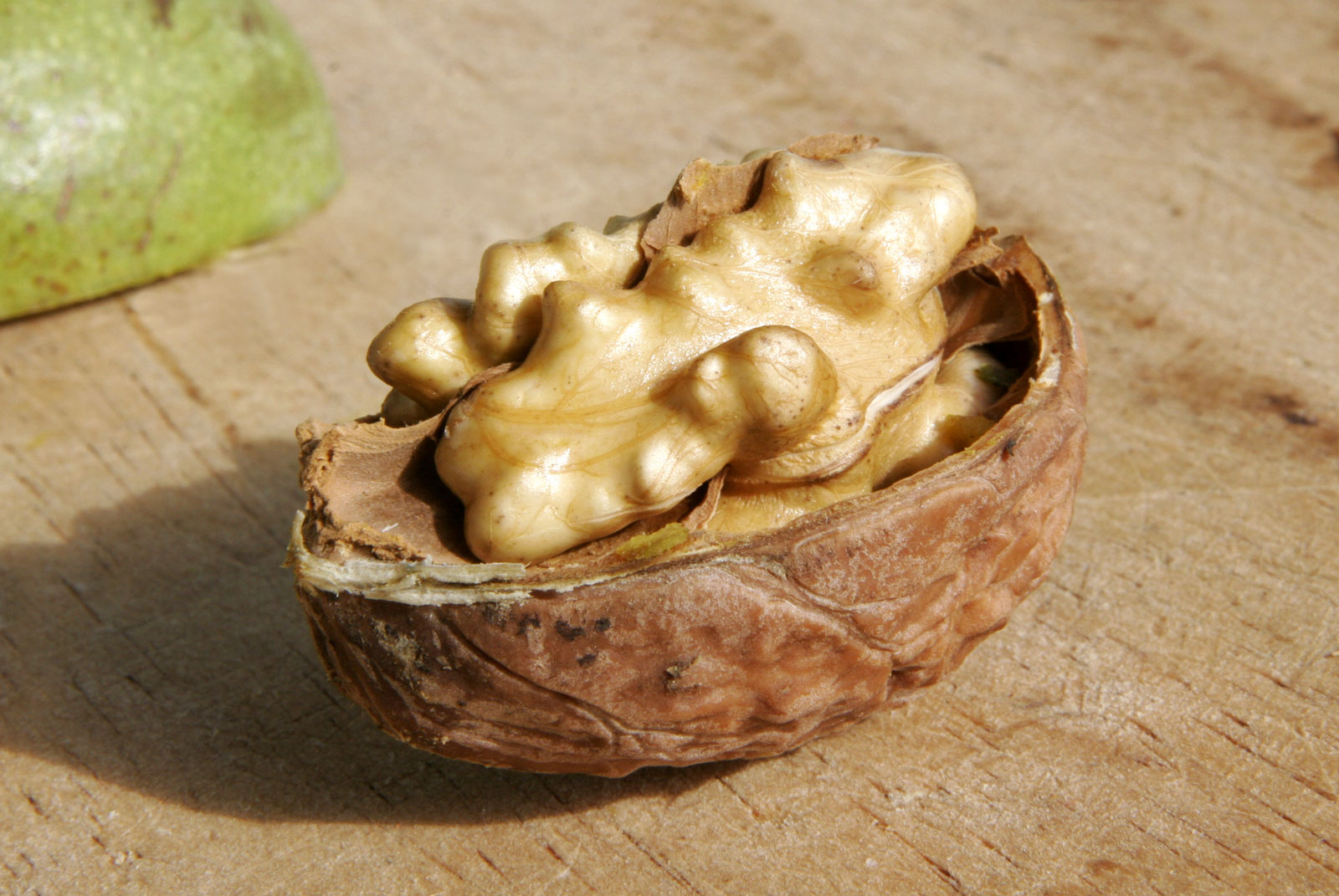
Ядро волоського горіха

Харчова, вітамінозна, жироолійна, деревинна, лікарська, ефіроолійна, дубильна, фарбувальна, декоративна, фітонцидна й косметична рослина.

### У харчуванні
У харчовій промисловості застосовуються ядра горіхів, які відзначаються винятковими смаковими властивостями: 1 кг волоських горіхів дає більше 8500 калорій і за калорійністю зерна волоських горіхів удвічі перевищують пшеничний хліб вищого ґатунку.
Харчова цінність (в 100 грамах):
- Білки — 16 г;
- Жири — 60 г;
- Вуглеводи — 11 г;
- Зола — 2 г;
- Вода — 4 г;
- Калорійність — 654 ккал.

Плоди горіха волоського використовують у багатьох галузях промисловості: в кондитерській (начинки, цукерки, торти, печиво тощо), у консервному, плодово-овочевому, маслобійному виробництві. Особливо високі смакові властивості має горіхова олія, яку використовують у харчовій промисловості: з неї видобувають цінні ароматичні сполуки — трояндову, фіалкову, цитринову ефірні олії. Олію волоського горіха холодного пресування використовують для попередження серцево-судинних захворювань, зниження рівня холестерину, а також при діабеті. Горіховий жом має 48,5 % білкових речовин, 9,5 % жирів, 6,7 % целюлози і може використовуватися в кондитерському виробництві, а також як цінний концентрований корм для годівлі тварин. З недостиглих плодів роблять варення.

### У медицині
Ядра горіхів показані хворим на атеросклероз, туберкульоз легень, за наявності гіпертонії, підвищеної кислотності шлункового соку.
У науковій медицині використовують листки (лат. Folia Juglandis regiae) й зелені оплодні (лат. Cortex Juglandis regiae fructibus) горіха волоського. Їх радять як засіб проти ексудативного діатезу, рахіту, як засіб для загоєння ран. Також застосовують стиглі плоди та тверду оболонку плодів.
У народній медицині для лікування різних захворювань використовують усі частини рослини: листки — у разі хвороби шкіри, як глистогінний і кровоочисний засіб; недостиглі плоди — при хворобах шлунку й кишки; кору коренів горіха — як делікатний проносний засіб. Як в'яжучий і бактерицидний засіб для лікування ран, екзем, запальних явищ у горлі і ротовій порожнині, а також при підвищеній секреції шлункового соку, панкреатиті, ексудативному діатезі, псоріазі.
Оскільки незрілі плоди мають високий вміст вітаміну С, у народній медицині спиртові настоянки подрібнених молодих плодів використовують як лікувальний і вітамінний засіб.
За підвищеної секреції шлунку, вживають насіння горіха волоського по 1—2 столові ложки 3 рази на добу за 30 хв до їди. Вживати в їжу горіхи протипоказано у разі хвороби кишки.
Тверда оболонка горіха використовується для лікування ран, інфекційних запалень шкіри. Беруть 1 столову ложку подрібнених оболонок на 1 склянку води, кип'ятять 10 хв і настоюють протягом ночі. Цим відваром роблять примочки до уражених місць і ним можна полоскати ротову порожнину і горло під час запалення (дія дубильних речовин).
Лікувальне значення мають і лакуни («перегородки») горіхів. Так, 20%-ва настойка лакун виявилася дієвою проти еутироїдної форми дифузного зобу і легкої форми гіпертиреоїдизму.
Вся рослина має інсектицидні й фітонцидні властивості. Відвар листків застосовують для боротьби з павутинною міллю плодових рослин. Листя волоського горіха має високі фітонцидні властивості, відлякує мух.

#### Перелік корисних властивостей

###### Багаті антиоксидантами
Волоські горіхи мають більшу антиоксидантну властивість, ніж будь-які інші поширені горіхи. Така їхня корисна дія походить від вітаміну Е, мелатоніну та рослинних сполук які називаються поліфеноли, що в особливо великих кількостях містяться в тонкій шкірці волоських горіхів.
Дослідження 2022 року, за участю здорових дорослих старше 60 років довело, що вживання їжі, багатої волоськими горіхами, значно знижує рівень (поганого) холестеролу в учасників.

###### Відмінне рослинне джерело омега-3
Волоські горіхи містять значно більше омега-3 жирних кислот, ніж будь-які інші горіхи. Омега-3 жири з рослин, зокрема з волоських горіхів, називаються альфа-ліноленової кислотою (ALA) яка обов'язкова для здорового харчування.

###### Здатні зменшити запалення
Запалення, яке може бути спричинене окиснювальним стресом, є коренем багатьох захворювань, серед яких:
- серцеві захворювання,
- цукровий діабет 2 типу
- Хвороба Альцгеймера
- Рак

Поліфеноли у волоських горіхах здатні допомогти боротися з окислювальним стресом і запаленням. Підгрупа поліфенолів, що називається елагітаніни, може бути особливо для цього задіяною. Корисні бактерії в кишечнику перетворюють елагітаніни на сполуки, які називаються уролітинами, котрі, як було виявлено, захищають від запалення.

###### Сприяють здоров'ю кишки
Вживання волоських горіхів може бути одним із способів підтримати здоров'я мікробіоти кишки.

###### Може знизити ризик деяких видів раку
Дослідження на тваринах і кілька на людях показують, що вживання волоських горіхів може знизити ризик деяких видів карциноми, зокрема рак молочної залози, передміхурової залози та колоректальний рак.

###### Підтримання рівня ваги
Волоські горіхи калорійні, але невелике дослідження 2016 року показало, що людське тіло поглинає з них на 21 % менше енергії, ніж можна було б очікувати виходячи з їхніх поживних речовин. Більше того, вживання волоських горіхів може допомогти впливати на апетит.

###### Може допомогти та знизити ризик діабету 2 типу
Спостережні дослідження показують, що однією з причин, чому волоські горіхи пов'язані з меншим ризиком діабету 2 типу, є те, що вони допомагають підтримувати вагу. Зайва вага збільшує ризик високого рівня цукру в крові та діабету.

###### Підтримують здорове старіння
З віком, хороша фізична спроможність має важливе значення для підтримки рухливості та незалежності. Попри відносно високу калорійність, волоські горіхи наповнені необхідними вітамінами, мінералами, клітковиною, жирами та рослинними сполуками, які можуть допомогти підтримувати хороше фізичне здоров'я з віком.

###### Сприяють добрій роботі мозку
Надійні джерела припускають, що поживні речовини та антиоксиданти у волоських горіхах, можуть допомогти зменшити окислювальний стрес і запалення, зменшуючи кількість вільних радикалів. Водночас, дослідження 2019 року, виявило, що люди з депресією відчули поліпшення симптомів, якщо горіхи, зокрема волоські, були частиною їхнього харчування.

###### Покращують репродуктивне здоров'я
Вживання волоських горіхів може допомогти підтримати здоров'я сперми та чоловічу фертильність.
Згідно з дослідженням від 2012 року, серед 117 здорових молодих чоловіків, учасники які їли 75 г волоських горіхів на день протягом 3 місяців, покращили вигляд, життєздатність і рухливість власних сперматозоїдів, порівняно з тими, хто не їв горіхи.

###### Поліпшують рівень жиру в крові
Підвищений рівень (поганого) холестеролу та тригліцеридів вже давно пов'язують зі збільшеним ризиком серцевих захворювань. Однозначно доведено, що постійне вживання волоських горіхів (щонайменше 46 г на день), значно знижує рівень холестеролу.

###### Широко доступні й їх легко додати до свого харчування
Знайти волоські горіхи можна в будь-якому продуктовому магазині, зокрема й олію волоського горіха холодного витискання у відділі харчових олій.
Хоча найпростіше їсти волоські горіхи один за одним як закуску, є багато смачних способів використовувати їх у стравах:
- Посипають ними листові зелені або фруктові салати
- Дрібно розмелюють для приправ і паштетів
- Подрібнюють і використовують у цільнозерновому хлібі та булочках\оладках
- Застосовують як присипку для страв з риби або курки
- Подаються поверх вівсянки або йогурту
- Нарізають і додають в обгортання або бутерброди з лаваша
- Додають як олію у вінегретну заправку[12]

### Чим корисні волоські горіхи для здоров'я?

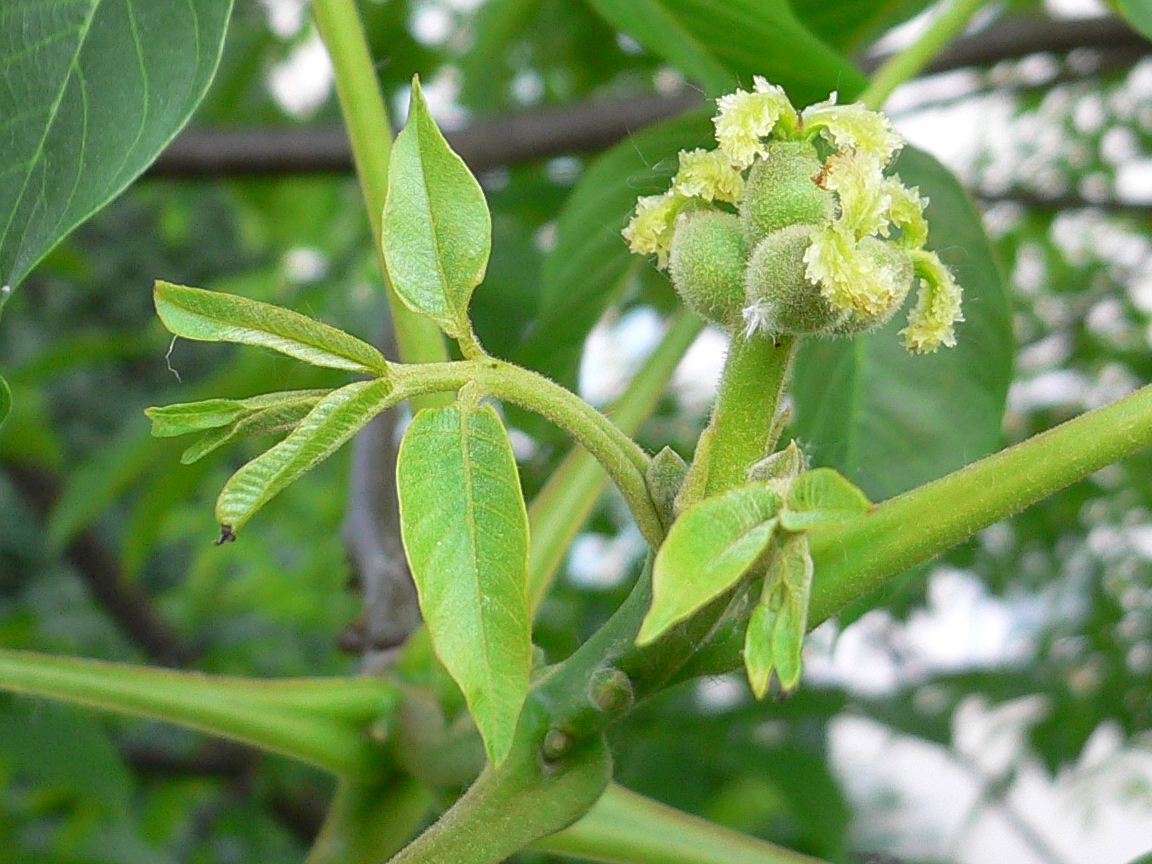
Жіночі суцвіття

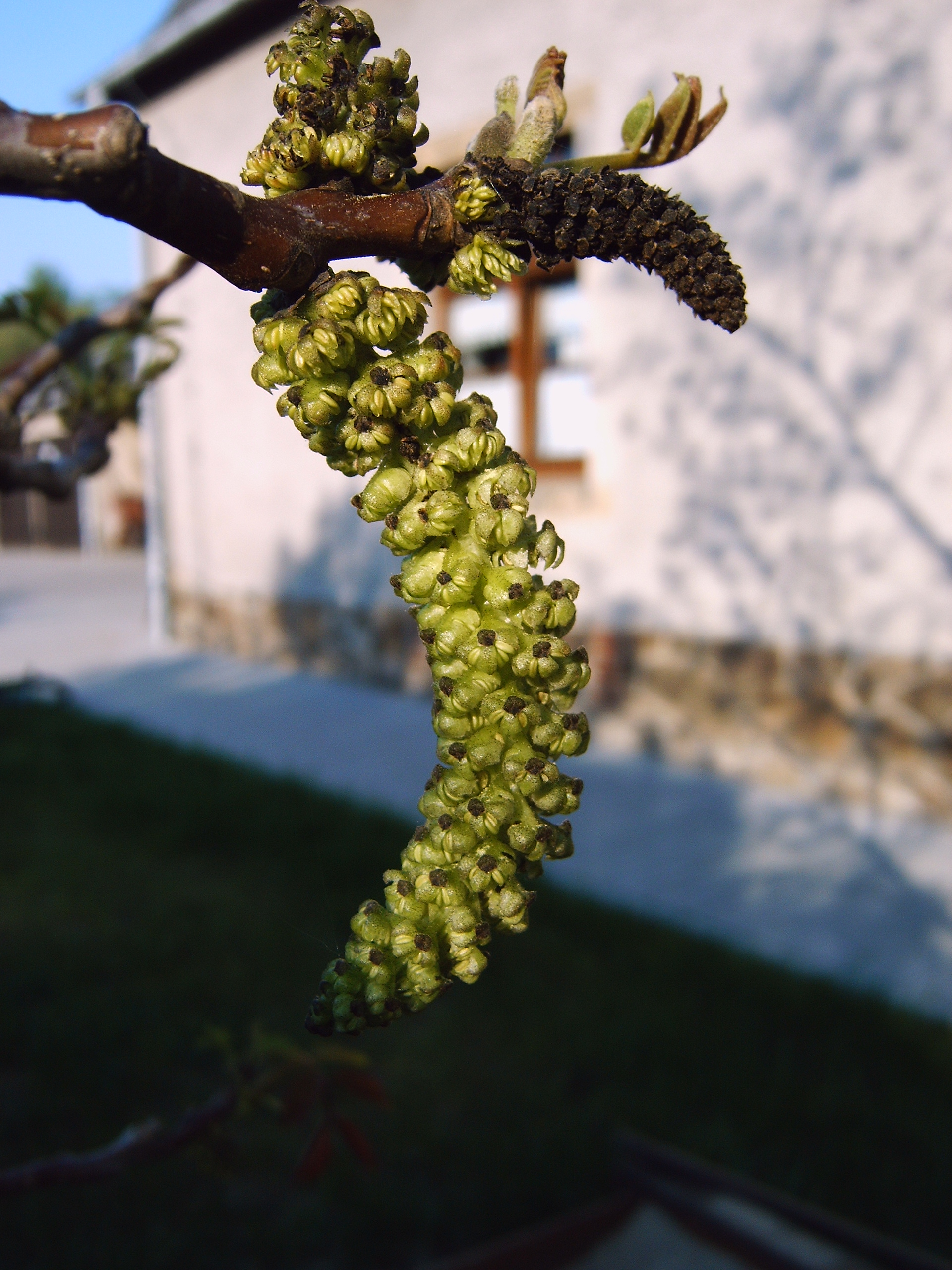
Чоловічі суцвіття

### У парфумерії
У парфумерній промисловості використовують продукти переробки горіхової олії, а саму олію — для виробництва високоякісних художніх фарб, а також у поліграфічній промисловості. Відваром листків миють голову для надання волоссю темного відтінку.

### У промисловості
Тверді оболонки плодів горіха містять значну кількість дубильних речовин (16—21 %) і використовуються для дублення шкіри. Бджоли збирають з горіха досить поживний пилок. Зелені оболонки плодів використовують для фарбування тканин у різні відтінки коричневого кольору. Як барвники застосовують також і гали на листках.
Оболонка волоських горіхів використовується для виготовлення активованого вугілля, шліфувального каменю, лінолеуму, толю.
Деревина горіха волоського має гарну текстуру, міцна, однорідна, тверда, добре піддається обробці, чудово полірується. Використовують її для виробництва меблів, музичних інструментів, фанери, прикладів рушниць, дрібних виробів. Напливи (капи) на стовбурах горіха застосовують для виготовлення художніх виробів і дорогих меблів.
Цінується горіх волоський як садова і паркова культура, як пило- і газостійка та довговічна порода. Придатна для поодиноких, групових насаджень і алей, створення гаїв, обсадження доріг. Волоський горіх широко застосовується у лісомеліоративних насадженнях. Його густа крона має добрі вітрозахисні властивості, а листя збагачує ґрунт перегноєм. Посухостійкість, довговічність, здатність до паросткового відновлення дають можливість застосовувати його як супутню плодову породу в полезахисних смугах, балках і в захисних насадженнях на зрошуваних землях.
Нестача цих плодів на європейському ринку, в останні роки становить до 100 тис. тонн горіхів в оболонці. Ядра горіха широко використовуються в кондитерській промисловості, часто приймаються в населення. За комерційною цінністю, ядра горіху поділяють на цілі, половинки, четвертинки та крихту, де ціна поступово зменшується — ціна неушкоджених насінин втричі-четверо вища за ціну дроблених (ушкоджених) насінин. В Україні щорічно виробляється до 27 тис. тонн горіхів.

## Збирання, переробка та зберігання
Головна ознака стиглості горіхів — розтріскування ззовні зеленого соковитого опліддя. Збирають горіхи у вересні — жовтні, після обпадання їх на землю. Із зібраних горіхів знімають зелений оплодень, сушать на сонці або в сушильних камерах за температури не вище 60 °C. Вологість просушених горіхів не повинна перевищувати 10 %. За допомогою калібрувальних машин горіхи сортують, перевіряють на якість і складають у паперові або тканинні мішки вагою 30—50 кг. Строк зберігання два-три роки.
Вихід ядра від тонкостінних горіхів становить близько 50 % від маси плоду, товстостінних — 30—35 %. За якістю волоських горіхи поділяють три сорти (ГОСТ 16832-71), що залежить від розміру горіхів. До вищого сорту належать горіхи з діаметром 28, першого — 25, другого — 20 мм. Вихід зерна із горіхів становить: вищого сорту — 50 %, першого — 45 %, другого — 35 %. Вологість зерна не має бути більше 10 %.
Листки збирають навесні і на початку літа в суху погоду і після того, як зникне роса. Їх обривають і складають у кошики чи мішки, потім сушать на сонці або під наметами, розстилаючи тонким шаром (23 см) на папері чи тканині. Почорнілі листочки відкидають. Сухої сировини виходить 23—25 %. Зберігають у сухих прохолодних приміщеннях. Оплодні збирають при заготівлі плодів, розрізуючи їх навпіл, відкидаючи пошкоджені частини. Сушать у сушарках при температурі 30—40 °C. Сухої сировини виходить 20 %. Сировину пакують у мішки і зберігають звичайним способом. Зелені, недостиглі плоди збирають під час молочно-воскової стиглості, коли внутрішня оболонка ще легко розрізається ножем. Найбільша користь від зберігання в твердій шкаралупі, а також мед.
| Місце | Країни                       | Кількість (в т.) |
| ----- | ---------------------------- | ---------------- |
| 1     | Китайська Народна Республіка | 1.400.000        |
| 2     | США                          | 682.200          |
| 3     | Іран                         | 176.893          |
| 4     | Туреччина                    | 335.000          |
| 5     | Мексика                      | 176.893          |
| 6     | Чилі                         | 153.000          |
| 7     | Буркіна-Фасо                 | 134.955          |
| 8     | Україна                      | 107.660          |
| 9     | Греція                       | 60.680           |
| 10    | Румунія                      | 53.400           |
|       | Десятка найкращих            | 3.458.828        |
|       | Решта країн                  | 415.196          |

## Розмноження

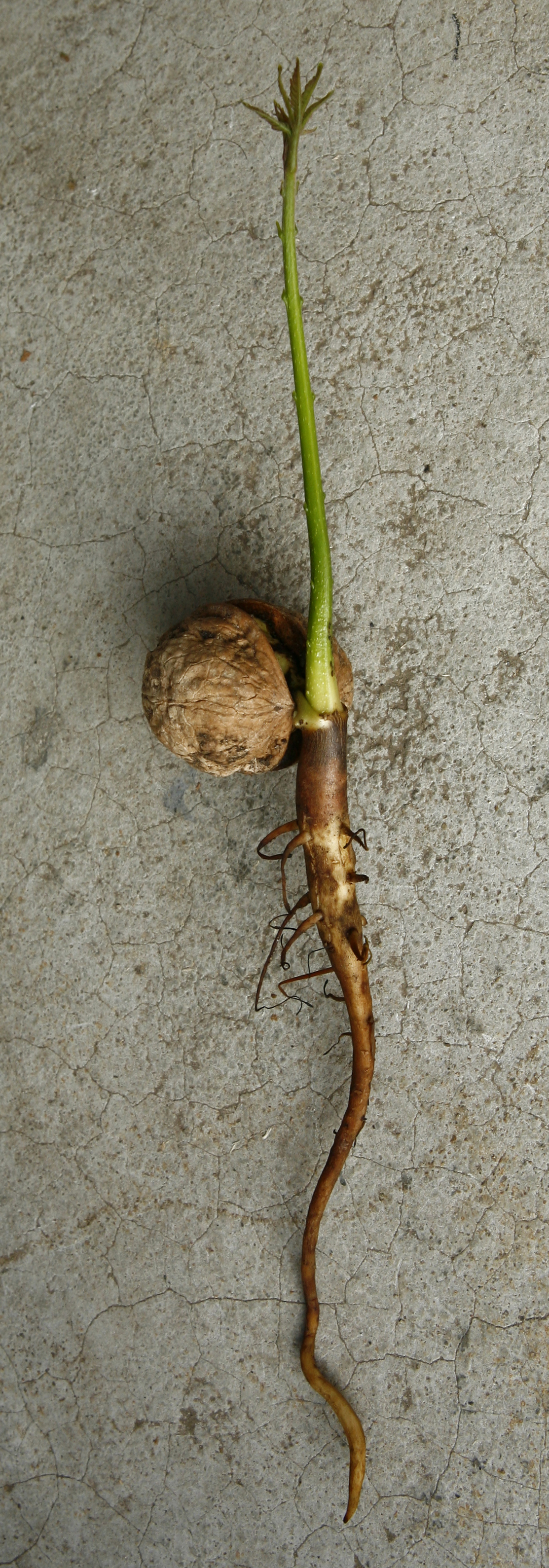
Проросток горіха

Дерева волоського горіха можна вирощувати на всій території України, але особливо для цього сприятливі умови в південних і південно-західних областях.

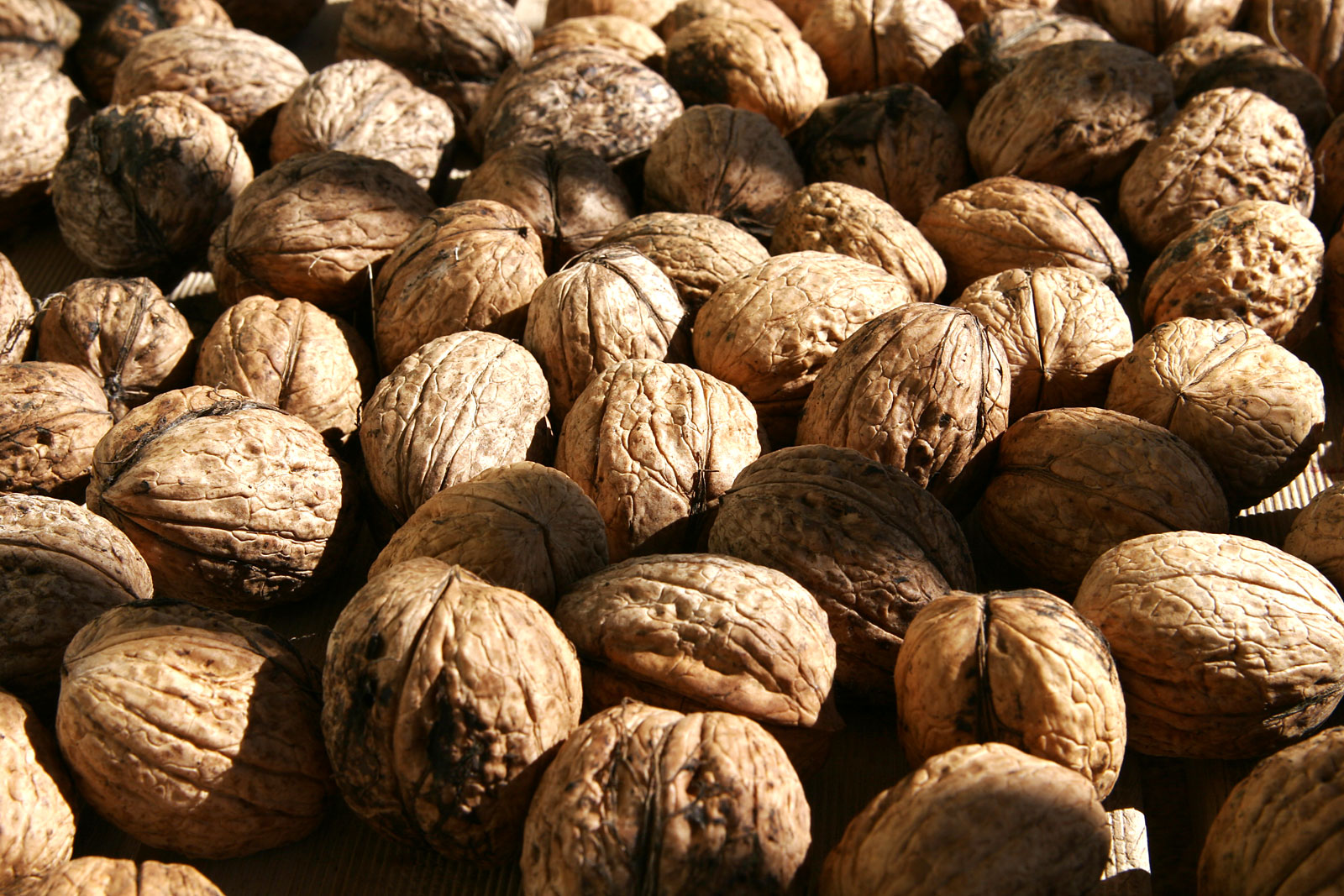
Волоські горіхи, розкладені сушитися

Розмножують волоський горіх насінням і щепленням. Насіння (горіхи) висівають без підсушування в жовтні або рано навесні після 2-3-місячної стратифікації на глибину 7—10 см. При посіві найкраще горіхи класти в ґрунт боком на шов. Прищеплюють сортовий горіх на 2—3-річні сіянці волоського, сірого або чорного горіхів. Найкращий спосіб щеплення «напівтрубкою». Прищеплюють у другій половині червня — в липні, коли добре відстає кора, Для щеплення згаданим способом на однорічних приростах прищепи вирізують трубку кори, довжиною 3—3,5 см, з вічком посередині і вставляють на місце вирізаної кори такого ж розміру у підщепи. На підщепі кору знімають тільки на половині кола стовбура, тому діаметр держаку-прищепи повинен бути значно меншим. Місце щеплення обв'язують плівкою. Пересаджують саджанці на постійне місце не пізніше 2—3-річного віку.
Найкраще росте волоський горіх на супіщаних, досить зволожених та родючих ґрунтах.

## Сорти

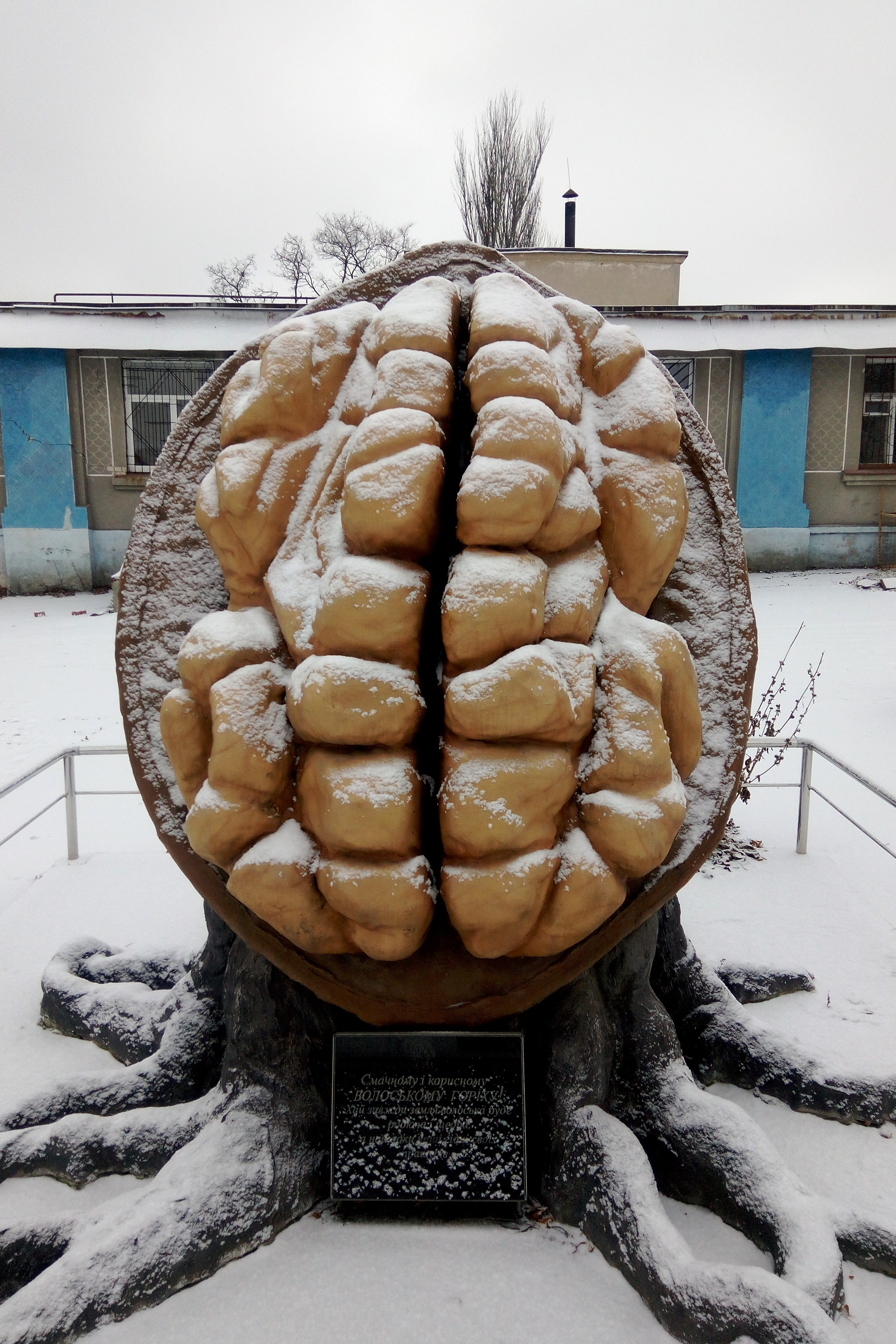
Пам'ятник волоському горіху в селі Волоське (Дніпровський район).

В Україні районовані наступні сорти: Бомба, Гроздевий, Паперовий. Плоди рослини сорту Бомба — великі, з товстою шкаралупою, а Паперові — з тонкою шкаралупою.

### Американська селекція
- Туларе (Tulare)
- Хартлі (Hartley)
- Чандлер (Chandler)

### Молдовська селекція
- Бричанський
- Васіон
- Кишинівський

### Польська селекція
- Яцек

### Узбецька селекція
- Ідеал

### Українська селекція
- Буковинська бомба
- Буковинський 1
- Буковинський 2
- Клишківський
- Прикарпатський
- Рудківський
- Топорівський
- Чернівецький 1
- Чернівецький 2
- Ярівський

### Французька селекція
- Фернетте (Fernette)
- Фернор (Fernor)
- Франкетте (Franquette)

## Шкідники
- Вусач сірий кленовий
- Короїд непарний багатоїдний
- Короїд непарний західний